# ヘマトキシリン・エオジン染色

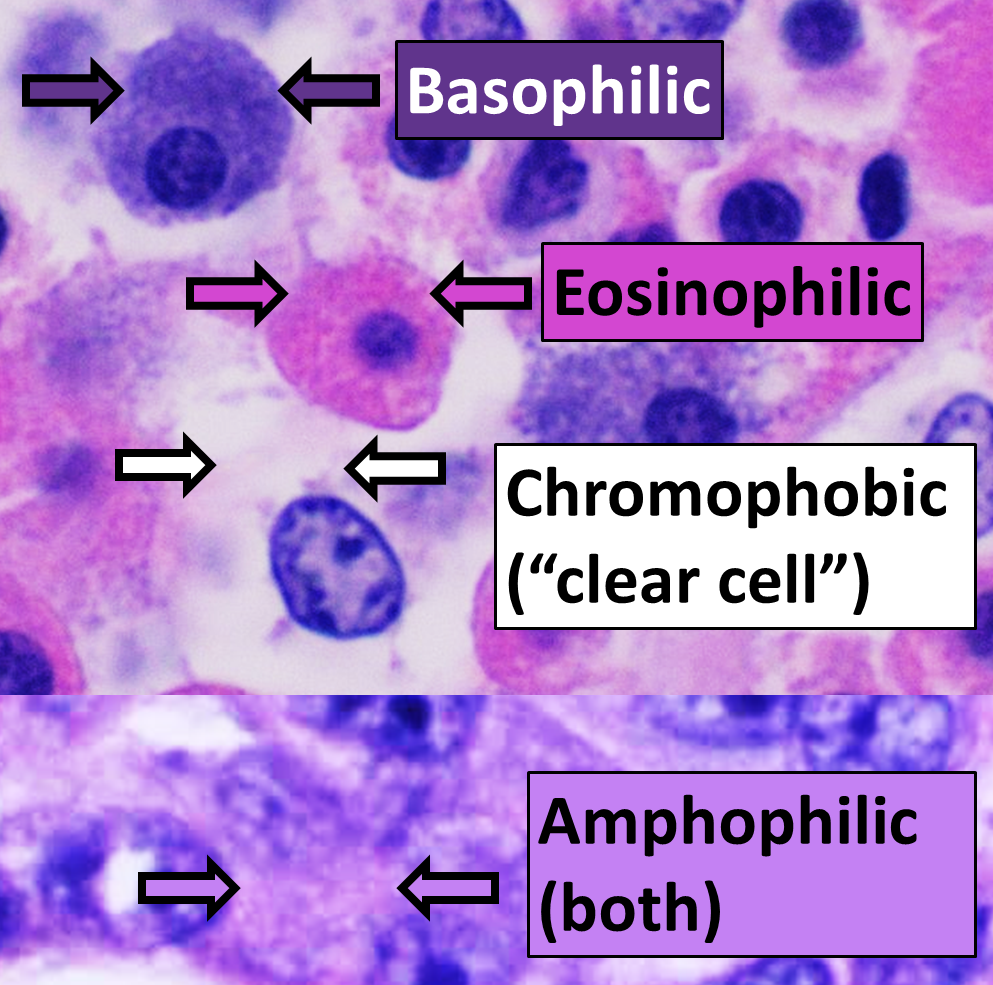
H&E染色で見られる主な染色の種類

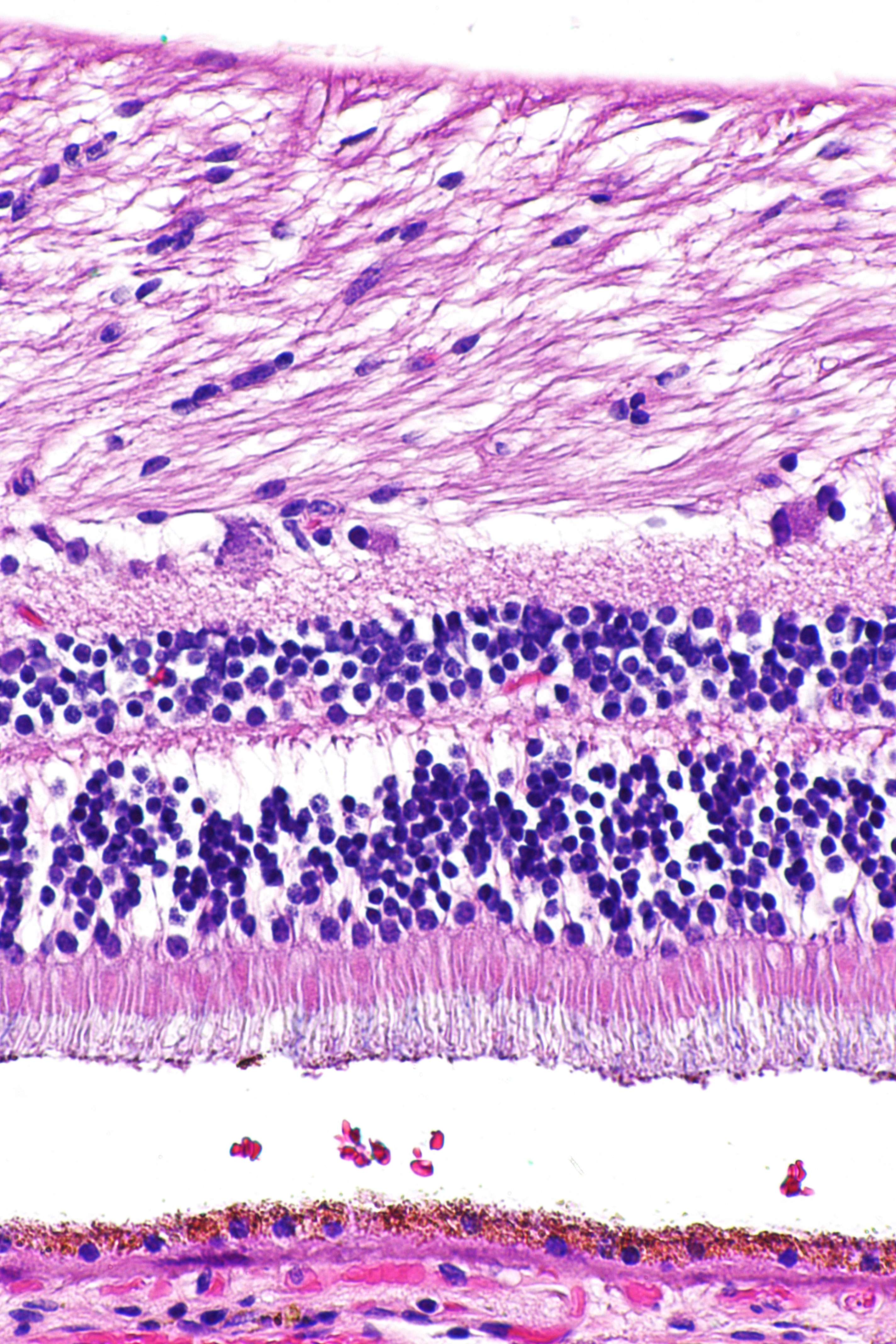
ヘマトキシリン・エオジンで染色した網膜（目の一部）、細胞核は青紫色に、細胞外物質はピンク色に染色されている。

ヘマトキシリン・エオジン染色（ヘマトキシリン・エオジンせんしょく、英：Hematoxylin and eosin stain、haematoxylin and eosin stain、hematoxylin–eosin stain；しばしばH&E染色またはHE染色と略される）は、組織学で用いられる主要な組織染色の一つである 。診断において最も広く使用されている染色法で、しばしばゴールドスタンダードとされる。例えば、病理学者が悪性腫瘍を疑い生体組織診断をする場合、組織切片はH&E染色される可能性が高い。
H&E染色は、ヘマトキシリンとエオジンという2つの組織学的染色の組み合わせである。ヘマトキシリンは細胞核を青紫色に染め、エオジンは細胞外マトリックスと細胞質をピンク色に染め、その他の構造物は様々な色合い、色相、これらの色の組み合わせになる 。したがって、病理学者は細胞核と細胞質の部分を容易に区別することができ、さらに、染色による全体的な色調パターンは細胞の一般的な配置と分布を示し、組織サンプルの構造を概観することができる。このように、専門家自身によるパターン認識と、（デジタルパソロジーにおいて）専門家を支援するソフトウェアによるパターン認識の両方が、組織学的情報を提供する。
この染色の組み合わせは、1877年にロシアのカザン大学の化学者Nicolaus Wissozkyによって発表された。

## 利用
H&E染色が組織学の主要な染色法 である理由は、迅速に行えること、高価でないこと、顕微鏡解剖学的構造がかなり明らかになること、幅広い病理組織的状態の診断に使用できることである。H&E染色の結果は、組織を固定するために使用される化学物質やラボラトリーのプロトコールにおける若干の不一致に過度に依存されないため、これらの要因が組織検査におけるH&E染色の日常的な使用に寄与している。
H&E染色では、全ての組織、細胞構造、化学物質の分布を鑑別するのに十分なコントラストが得られないことがあり、このような場合には、より特異的な染色や方法が用いられる。

## Method of application

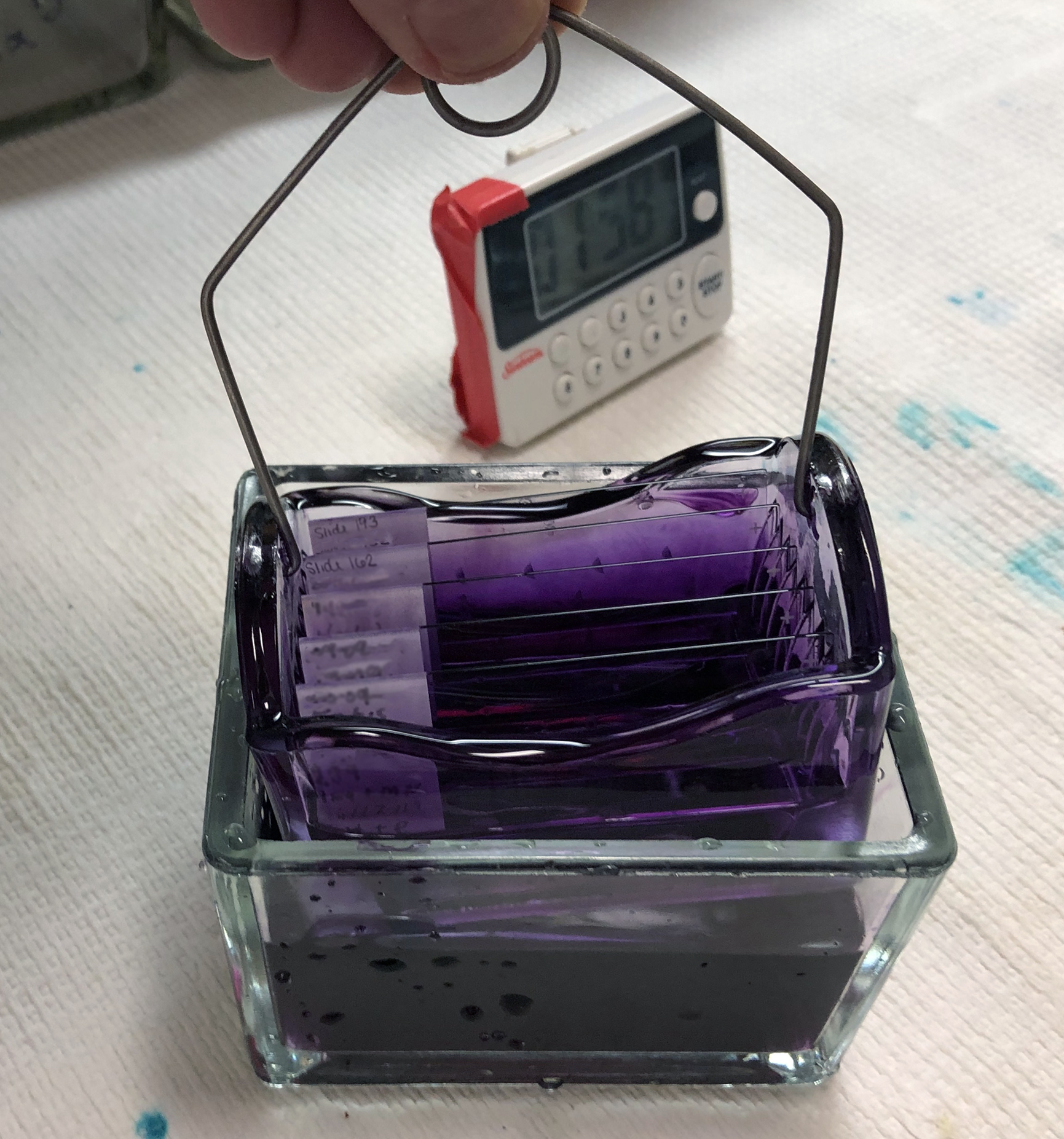
ヘマトキシリン染色液から取り出されたスライドラック

H&E法で使用されるヘマトキシリン溶液（製剤）の調製には多くの方法があり、さらに、H&E染色スライドを作成するための多くのプロトコールがあり、その中には特定のラボラトリーに特有のものもある。標準的な手順はないが、細胞核は青く染色され、細胞質と細胞外マトリックスはピンクに染色されるという点で、結果はほぼ一貫している。Histology laboratoriesは、特定の病理学者のために染色の量や種類を調整することもある。
組織が採取され（多くの場合、生体組織診断として）固定された後、通常、脱水され、溶かしたパラフィンに包埋され、得られたブロックはミクロトームに取り付けられ、薄くスライスされる。スライスは顕微鏡スライドに貼り付けられ、その時点でワックスが溶剤で除去され、スライドに貼り付けられた組織スライスは再水和され、染色準備が整う。あるいは、H&E染色はモース手術で最も使用される染色法で、通常、組織を凍結し、クリオスタット（凍結した組織を切断するミクロトーム）で切断し、アルコールで固定してから染色する。
H&E染色では、金属塩または媒染剤と混合したヘマトキシリンを塗布し、多くの場合、弱酸性溶液ですすいで余分な染色（分化）を除去した後、弱アルカリ性水で青く染色する。ヘマトキシリンを塗布した後、組織をエオジン（最も一般的なのはエオジンY）で対比染色する.。

## 結果
ヘマトキシリンは主に細胞核を青色または暗紫色に染め、ケラトヒアリン顆粒や石灰化物質などの他の組織も染まる。エオジンは、細胞質とコラーゲンなどの細胞外マトリックスを含むいくつかの構造を 、最大5色のピンク色に染まる。eosinophilic（エオジンで染色される物質）構造は、一般に細胞内または細胞外のタンパク質で構成されている。レビー小体やマロリー小体はeosinophilic構造の例である。細胞質の大部分はeosinophilicで、ピンク色に染まる 。赤血球は強い赤色に染色される。

## 作用機序
ヘマトキシリンの酸化型であるヘマテインが活性着色料であるが（媒染剤と組み合わせた場合） 、染色は依然としてヘマトキシリンと呼ばれる 。ヘマトキシリンは媒染剤（最も一般的なのはアルミニウムミョウバン）と組み合わせると、塩基性で正電荷を帯びた、または、カチオン性の染色に「似ている」と見なされることが多い。エオジンは陰イオン性（負に帯電）で酸性の染色剤である。ヘマリウム（アルミニウムイオンとヘマテインの組み合わせ）による核の染色は、通常、色素-金属複合体とDNAとの結合によるものであるが、組織切片からDNAを抽出した後に核染色を得ることもできる。この作用機序は、チオニンやトルイジンブルーなどの塩基性（カチオン性）色素による核染色とは異なる。塩基性色素による染色は、ヘマリウムよりも酸性度の低い溶液からのみ起こり、核酸の化学的または酵素的抽出を事前に行うことで阻止される。アルミニウムとヘマテインを結合させているのと同様の配位結合が、ヘマリウム複合体をDNAや核クロマチン中のタンパク質のカルボキシ基に結合させていることを示す証拠がある。
basophilic、eosinophilicと呼ばれる構造には、酸性や塩基性である必要はない；この用語は、色素に対する細胞成分の親和性に基づいている。その他の色、例えば黄色や茶色もサンプルに含まれることがあるが、これはメラニンなどの固有色素によるものである。基底膜よく見える必要がある場合は、PAS染色や銀染色が必要である。細網線維も銀染色を必要とする。疎水性の構造もまた、透明なままである傾向がある。これらは通常、脂肪を多く含むもので、例えば脂肪細胞、神経細胞の軸索の周りのミエリン、ゴルジ体膜などである。

## H&E染色組織の例
- 骨：細胞核（青紫）、骨基質（ピンク）
- 乳房組織の非浸潤性乳管癌 (DCIS) ：細胞核（青紫）、細胞外物質（ピンク）
- 気腫患者の肺：細胞核（青紫色）、赤血球（鮮やかな赤色）、その他の細胞体および細胞外物質（ピンク色）、空隙（白色）。
- 筋肉：細胞核（青紫）、細胞体（ピンク）
- 皮膚の基底細胞癌 ：細胞核（青紫）、細胞外物質（ピンク）

## 参考資料
- Kiernan JA (2008) Histological and Histochemical Methods: Theory and Practice. 4th ed. Bloxham, UK: Scion.
- Lillie RD, Pizzolato P, Donaldson PT (1976) Nuclear stains with soluble metachrome mordant lake dyes. The effect of chemical endgroup blocking reactions and the artificial introduction of acid groups into tissues. Histochemistry 49: 23–35.
- Llewellyn BD (2009) Nuclear staining with alum-hematoxylin. Biotech. Histochem. 84: 159–177.
- Puchtler H, Meloan SN, Waldrop FS (1986) Application of current chemical concepts to metal-haematein and -brazilein stains. Histochemistry 85: 353–364.

### プロトコール
- Routine Mayer's Hematoxylin and Eosin Stain (H&E) Archived 2023-06-02 at the Wayback Machine.
- Hematoxylin & Eosin (H&E) Staining Protocol
- Rosen Lab, Department of Molecular and Cellular Biology, Baylor College of Medicine) Step by step protocol
- the H-E Stain